# Pseudis platensis
Espèce
Synonymes
- Pseudis paradoxus platensis Gallardo, 1961
- Pseudus paradoxus occidentalis Gallardo, 1961

Statut de conservation UICN

 DD  : Données insuffisantes
Pseudis platensis est une espèce d'amphibiens de la famille des Hylidae.

## Répartition
Cette espèce se rencontre, :
- dans le sud-est du Paraguay ;
- en Bolivie dans l'est du département de Santa Cruz ;
- en Argentine dans la province de Misiones et dans le Nord de Corrientes ;
- au Brésil, dans l’État du Mato Grosso do Sul, et dans l'est des États de l'São Paulo, de Paraná, de Santa Catarina et du Rio Grande do Sul.

## Description
L'holotype de Pseudis platensis, un mâle adulte, mesure 50 mm.

## Publication originale
- Gallardo, 1961 : On the species of Pseudidae (Amphibia, Anura). Bulletin of the Museum of Comparative Zoology, vol. 125, p. 111-134 (texte intégral).